# Etanol celulósico
El etanol celulósico es el etanol producido a partir de la celulosa en lugar de las semillas o frutos de la planta. Se puede producir a partir de hierbas, madera, algas u otras plantas. Generalmente, se habla de su uso como biocombustible. El dióxido de carbono que absorben las plantas a medida que crecen compensa parte del dióxido de carbono emitido cuando se quema el etanol producido a partir de ellas, por lo que el combustible de etanol celulósico tiene el potencial de tener una huella de carbono más baja que los combustibles fósiles.
El interés en el etanol celulósico está impulsado por su potencial para reemplazar el etanol de maíz o caña de azúcar. Dado que estas plantas también se utilizan para productos alimenticios, desviarlas para la producción de etanol puede hacer que aumenten los precios de los alimentos. Las fuentes a base de celulosa, por otro lado, generalmente no compiten con los alimentos, ya que las partes fibrosas de las plantas en su mayoría no son comestibles para los humanos. Otra ventaja potencial es la gran diversidad y abundancia de fuentes de celulosa: pastos, árboles y algas. Incluso los componentes de los desechos sólidos urbanos, como el papel, podrían posiblemente convertirse en etanol. Su principal desventaja actual es su alto costo de producción, que es más complejo y requiere más pasos que el etanol a base de maíz o caña de azúcar.
El etanol celulósico recibió una atención significativa en la década de 2000 y principios de 2010, cuando el gobierno de los Estados Unidos financió la investigación sobre su comercialización y estableció objetivos para la proporción de etanol celulósico agregado al combustible para vehículos. Un gran número de nuevas empresas especializadas en etanol celulósico, además de muchas empresas existentes, invirtieron en plantas de producción a escala piloto. Sin embargo, la fabricación mucho más barata de etanol a base de granos, junto con el bajo precio del petróleo en la década de 2010, significó que el etanol celulósico no fuera competitivo con estos combustibles establecidos. Como resultado, la mayoría de las nuevas refinerías se cerraron a mediados de la década de 2010 y muchas de las empresas recién fundadas se declararon insolventes.

## Descripción
El etanol celulósico es un tipo de biocombustible producido a partir de la lignocelulosa, un material estructural que constituye gran parte de la masa de las plantas y está compuesto principalmente por celulosa, hemicelulosa y lignina. Las fuentes populares de lignocelulosa incluyen: productos de desecho agrícolas (por ejemplo, rastrojo de maíz o astillas de madera), pastos como el pasto varilla y especies de miscanthus. Estas materias primas para la producción de etanol tienen la ventaja de ser abundantes y diversas y no competirían con la producción de alimentos, a diferencia de los azúcares de caña y maíz más utilizados. Sin embargo, también requieren más procesamiento para que los monómeros de azúcar estén disponibles para los microorganismos que normalmente se utilizan para producir etanol por fermentación, lo que eleva el precio del etanol derivado de la celulosa.
El etanol celulósico puede reducir las emisiones de gases de efecto invernadero en un 85 % con respecto a la gasolina reformulada. Por el contrario, el etanol de almidón (por ejemplo, del maíz), que con mayor frecuencia utiliza gas natural para proporcionar energía para el proceso, puede que no reduzca las emisiones de gases de efecto invernadero en absoluto, dependiendo de cómo se produzca la materia prima a base de almidón. Según la Academia Nacional de Ciencias en 2011, no existe una biorrefinería comercialmente viable para convertir la biomasa lignocelulósica en combustible. La ausencia de producción de etanol celulósico en las cantidades requeridas por la regulación fue la base de una decisión de la Corte de Apelaciones de los Estados Unidos para el Circuito del Distrito de Columbia anunciada el 25 de enero de 2013, que anuló un requisito impuesto a los productores de combustible para automóviles y camiones en los Estados Unidos por la Agencia de Protección Ambiental que requiere la adición de biocombustibles celulósicos a sus productos. Estos problemas, junto con muchos otros desafíos de producción difíciles, llevaron a los investigadores de políticas de la Universidad George Washington a afirmar que "... en el corto plazo, el etanol [celulósico] no puede cumplir con los objetivos ambientales y de seguridad energética de una alternativa a la gasolina".

## Historia
En 1819, el químico francés Henri Braconnot descubrió que la celulosa podía hidrolizarse en azúcares, tratándola con ácido sulfúrico. El azúcar hidrolizado se podía fermentar para producir etano. La primera producción de etanol comercializado comenzó en Alemania en 1898, donde se usaba ácido para hidrolizar la celulosa. En los Estados Unidos, la Standard Alcohol Company abrió la primera planta de producción de etanol celulósico en Carolina del Sur en 1910. Más tarde, se abrió una segunda planta en Luisiana. Sin embargo, ambas plantas fueron cerradas después de la Primera Guerra Mundial por razones económicas.
El primer intento de comercializar un proceso de etanol a partir de madera se realizó en Alemania en 1898. Involucró el uso de ácido diluido para hidrolizar la celulosa a glucosa y pudo producir 7,6 litros de etanol por cada 100 kg de residuos de madera (18 galAm (68,1 L) por tonelada). Los alemanes pronto desarrollaron un proceso industrial optimizado para rendimientos de alrededor de 50 galones americanos (189,3 L) por tonelada de biomasa. Este proceso pronto llegó a los EE. UU. y culminó en dos plantas comerciales que operaron en el sureste durante la Primera Guerra Mundial. Estas plantas utilizaron lo que se llamó "el Proceso Americano": una hidrólisis de ácido sulfúrico diluido de una etapa. Aunque los rendimientos eran la mitad que los del proceso alemán original (25 galones americanos (94,6 L) de etanol por tonelada versus 50), el rendimiento del proceso estadounidense fue mucho mayor. Una caída en la producción de madera obligó a las plantas a cerrar poco después del final de la Primera Guerra Mundial. Mientras tanto, una cantidad pequeña pero constante de investigación sobre la hidrólisis ácida diluida continuó en el Laboratorio de Productos Forestales del USFS. Durante la Segunda Guerra Mundial, EE. UU. volvió a recurrir al etanol celulósico, esta vez para convertirlo en butadieno para producir caucho sintético. Se contrató a Vulcan Copper and Supply Company para construir y operar una planta para convertir aserrín en etanol. La planta se basó en modificaciones del proceso Scholler alemán original desarrollado por el Laboratorio de Productos Forestales. Esta planta logró un rendimiento de etanol de 50 galAm (189,3 L) por tonelada seca, pero todavía no era rentable y se cerró después de la guerra.
Con el rápido desarrollo de las tecnologías enzimáticas en las últimas dos décadas, el proceso de hidrólisis ácida ha sido reemplazado gradualmente por la hidrólisis enzimática. Se requiere un pretratamiento químico de la materia prima para hidrolizar (separar) la hemicelulosa, de modo que pueda convertirse en azúcares de manera más efectiva. El pretratamiento con ácido diluido se desarrolla en base a los primeros trabajos sobre la hidrólisis ácida de la madera en el Laboratorio de Productos Forestales del USFS. El Laboratorio de Productos Forestales junto con la Universidad de Wisconsin-Madison desarrollaron un pretratamiento con sulfito para superar la obstinación de la lignocelulosa para una hidrólisis enzimática robusta de la celulosa de la madera.
En su Discurso sobre el Estado de la Unión de 2007, el 23 de enero de 2007, el presidente de los Estados Unidos, George W. Bush, anunció un mandato propuesto para 35 mil millones de galones (130×109 L) de etanol para 2017. Más tarde ese año, el Departamento de Energía de los Estados Unidos otorgó $385 millones en subvenciones destinadas a impulsar la producción de etanol a partir de fuentes no tradicionales como astillas de madera, pasto varilla y cáscaras de cítricos.

## Métodos de producción
Las etapas para producir etanol utilizando un enfoque biológico son:
1. Una fase de "pretratamiento" para hacer que el material lignocelulósico, como la madera o la paja, sea susceptible de hidrólisis.
2. Hidrólisis de celulosa (celulólisis) para descomponer las moléculas en azúcares
3. Fermentación microbiana de la solución de azúcar.
4. Destilación y deshidratación para producir alcohol puro.

En 2010, se desarrolló una cepa de levadura modificada genéticamente para producir sus propias enzimas digestivas de celulosa.
Aunque la lignocelulosa es el recurso material vegetal más abundante, su usabilidad se ve limitada por su estructura rígida. Como resultado, se necesita un pretratamiento efectivo para liberar la celulosa del sello de lignina y su estructura cristalina para hacerla accesible para un paso de hidrólisis posterior. Para lograr una mayor eficiencia, se requieren tratamientos previos tanto físicos como químicos. 
El pretratamiento físico consiste en reducir el tamaño de las partículas de biomasa mediante métodos de procesamiento mecánico, como la molienda o la extrusión. El pretratamiento químico despolimeriza parcialmente la lignocelulosa para que las enzimas puedan acceder a la celulosa para las reacciones microbianas.
Las técnicas de pretratamiento químico incluyen hidrólisis ácida, explosión de vapor, expansión de fibra de amoníaco, organosolventes, pretratamiento con sulfito, fraccionamiento de SO2-etanol-agua, oxidación húmeda alcalina y pretratamiento con ozono. Además de una liberación efectiva de celulosa, un pretratamiento ideal debe minimizar la formación de productos de degradación porque pueden inhibir los pasos posteriores de hidrólisis y fermentación. La presencia de inhibidores complica aún más y aumenta el costo de producción de etanol debido a los pasos de desintoxicación requeridos. Por ejemplo, aunque la hidrólisis ácida es probablemente la técnica de pretratamiento más antigua y más estudiada, produce varios inhibidores potentes, incluidos el furfural y el hidroximetilfurfural. La expansión de fibra de amoníaco (AFEX) es un ejemplo de un pretratamiento prometedor que no produce inhibidores.
La mayoría de los procesos de pretratamiento no son efectivos cuando se aplican a materias primas con alto contenido de lignina, como la biomasa forestal. Estos requieren enfoques alternativos o especializados. Los procesos Organosolv, SPORL ('pretratamiento con sulfito para superar la recalcitrancia de la lignocelulosa') y SO2-etanol-agua (AVAP®) son los tres procesos que pueden lograr más del 90% de conversión de celulosa para biomasa forestal, especialmente de especies de madera blanda. SPORL es el proceso más eficiente energéticamente (producción de azúcar por unidad de consumo de energía en el pretratamiento) y robusto para el pretratamiento de biomasa forestal con una producción muy baja de inhibidores de fermentación. La pulpa organosolv es particularmente efectiva para maderas duras y ofrece una fácil recuperación de un producto de lignina hidrofóbica por dilución y precipitación. </ref> El proceso AVAP® fracciona de forma eficaz todos los tipos de lignocelulósicos en celulosa limpia de alta digestibilidad, azúcares de hemicelulosa no degradados, lignina reactiva y lignosulfonatos, y se caracteriza por una recuperación eficaz de los productos químicos.

### Procesos celulolíticos
La hidrólisis de la celulosa (celulólisis) produce monosacáridos mediante ácidos o reacciones enzimáticas (celulasas).

#### Hidrólisis química
En los métodos tradicionales desarrollados en el siglo XIX y principios del siglo XX, la hidrólisis se realiza atacando la celulosa con un ácido diluido a altas temperaturas y alta presión, o ácido concentrado a temperaturas más bajas y presión atmosférica. Una mezcla celulósica descristalizada de ácido y azúcares reacciona en presencia de agua para completar moléculas individuales de azúcar (hidrólisis). El producto de esta hidrólisis luego se neutraliza. Un obstáculo importante para el proceso de ácido diluido es que se producen productos de degradación tóxicos que pueden interferir con la fermentación.
Un estudio del Servicio de Investigación Agrícola determinó que para acceder a los azúcares restantes de la paja de trigo con peróxido alcalino y enzimas para romper las paredes celulares, produjo 93 galones americanos (352 L) de etanol por tonelada de paja.

#### Hidrólisis enzimática
Las cadenas de celulosa se pueden romper en moléculas de glucosa por celulasas. Esta reacción ocurre a la temperatura corporal en los estómagos de los rumiantes, como el ganado vacuno y ovino, donde microorganismos producen las enzimas. Usando un sistema enzimático similar, los materiales lignocelulósicos pueden hidrolizarse enzimáticamente en una condición relativamente suave (50 °C y pH 5), lo que permite una descomposición eficaz de la celulosa sin la formación de subproductos que inhibirían la actividad enzimática. Todos los métodos de pretratamiento, incluido el ácido diluido, requieren un paso de hidrólisis enzimática para lograr un alto rendimiento de azúcar.
Las enzimas fúngicas se pueden utilizar para hidrolizar la celulosa, previo un pretratamiento.

### Fermentación microbiana
Tradicionalmente, la levadura de panadería (Saccharomyces cerevisiae) se ha utilizado para producir etanol a partir de hexosas (azúcares de seis carbonos). Debido a la naturaleza compleja de los carbohidratos presentes en la biomasa lignocelulósica, también está presente en el hidrolizado una cantidad significativa de xilosa y arabinosa (azúcares de cinco carbonos derivados de la porción de hemicelulosa de la lignocelulosa). Por ejemplo, en el hidrolizado de rastrojo de maíz, aproximadamente el 30% del total de azúcares fermentables es xilosa.
En los últimos años, la ingeniería metabólica de microorganismos utilizados en la producción de etanol combustible ha mostrado un progreso significativo. Además de Saccharomyces cerevisiae, los microorganismos como Zymomonas mobilis y Escherichia coli han sido objeto de ingeniería metabólica para la producción de etanol celulósico. Una atracción hacia el organismo de fermentación alternativo es su capacidad para fermentar azúcares de cinco carbonos, mejorando el rendimiento de la materia prima.
Recientemente, se han descrito levaduras modificadas que fermentan eficientemente xilosa, y arabinosa, e incluso ambas juntas. Las células de levadura son especialmente atractivas para los procesos de etanol celulósico porque se han utilizado en biotecnología durante cientos de años, toleran altas concentraciones de etanol e inhibidores y pueden crecer a valores de pH bajos para reducir la contaminación bacteriana.

### Hidrólisis y fermentación combinadas
Se han encontrado algunas especies de bacterias capaces de convertir directamente un sustrato de celulosa en etanol. Un ejemplo es Clostridium thermocellum, que utiliza un celulosoma complejo para descomponer la celulosa y sintetizar etanol. Sin embargo, también produce otros productos durante el metabolismo de la celulosa, incluidos acetato y lactato, lo que reduce la eficiencia del proceso.

### Proceso de gasificación (enfoque termoquímico)

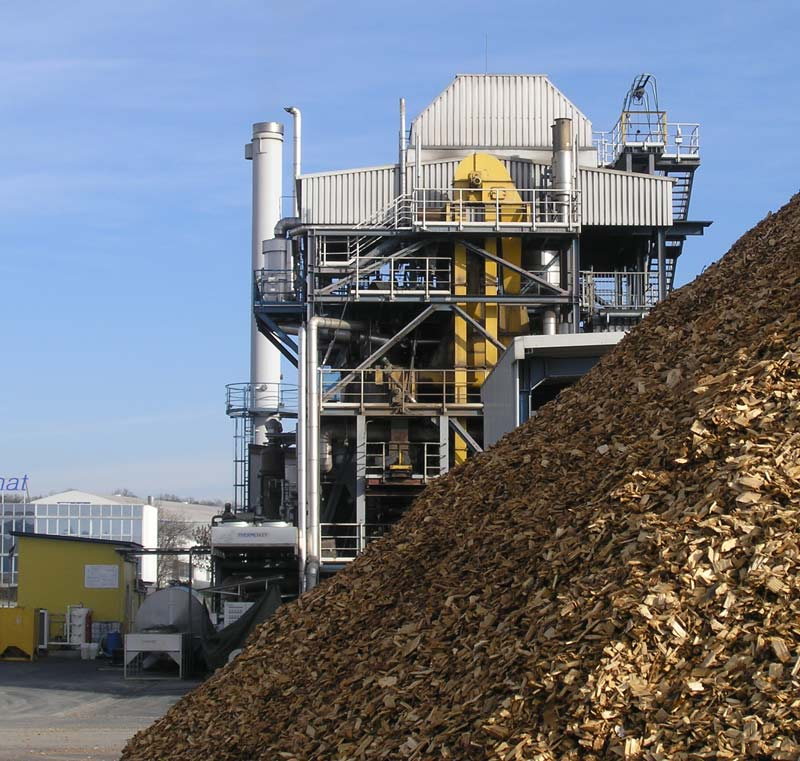
Gasificador de lecho fluidizado en Güssing Burgenland Austria

El proceso de gasificación no se basa en la descomposición química de la cadena de celulosa (celulólisis). En lugar de romper la celulosa en moléculas de azúcar, el carbono de la materia prima se convierte en gas de síntesis, utilizando lo que equivale a una combustión parcial. Luego, el monóxido de carbono, el dióxido de carbono y el hidrógeno pueden introducirse en un tipo especial de fermentador. En lugar de la fermentación del azúcar con levadura, este proceso utiliza la bacteria Clostridium ljungdahlii. Este microorganismo ingiere monóxido de carbono, dióxido de carbono e hidrógeno y produce etanol y agua. Por lo tanto, el proceso se puede dividir en tres pasos:
1. Gasificación: las moléculas complejas a base de carbono se separan para acceder al carbono como monóxido de carbono, dióxido de carbono e hidrógeno.
2. Fermentación: convierte el monóxido de carbono, el dióxido de carbono y el hidrógeno en etanol utilizando el organismo Clostridium ljungdahlii.
3. Destilación: el etanol se separa del agua.

Un estudio encontró otra bacteria Clostridium que parece ser dos veces más eficiente en la producción de etanol a partir de monóxido de carbono.
Alternativamente, el gas de síntesis de la gasificación se puede alimentar a un reactor catalítico donde se usa para producir etanol y otros alcoholes superiores a través de un proceso termoquímico. Este proceso también puede generar otros tipos de combustibles líquidos.

## Hemicelulosa a etanol
Se realizan estudios intensivos para desarrollar métodos económicos para convertir tanto la celulosa como la hemicelulosa en etanol. La fermentación de glucosa a etanol es una técnica ya establecida y eficiente
Se ha demostrado el potencial de los microbios de ingeniería genética para expresar enzimas hemicelulasa, al crear una cepa recombinante de Saccharomyces cerevisiae que pudo:
1. Hidrolizar la hemicelulasa a través de la exhibición conjunta de endoxilanasa en su superficie celular,
2. Asimilar xilosa por expresión de xilosa reductasa y xilitol deshidrogenasa.

La cepa pudo convertir el hidrolizado de paja de arroz en etanol, que contiene componentes hemicelulósicos. Además, pudo producir 2,5 veces más etanol que la cepa de control, lo que demuestra el proceso altamente efectivo de ingeniería de la superficie celular para producir etanol.

## Ventajas

### Ventajas generales del combustible de etanol
El etanol se quema de manera más limpia y eficiente que la gasolina. Debido a que las plantas consumen dióxido de carbono a medida que crecen, el bioetanol tiene una huella de carbono más baja que los combustibles fósiles. Sustituir el petróleo por etanol también puede reducir la dependencia de un país de las importaciones de petróleo.

### Ventajas del etanol celulósico frente al etanol de maíz o de azúcar
| Agencia de Protección Ambiental de los Estados Unidos Borrador de resultados de reducción de emisiones de GEI del ciclo de vida para diferentes enfoques de horizonte temporal y tasa de descuento (incluye efectos indirectos del cambio de uso de la tierra)     | Agencia de Protección Ambiental de los Estados Unidos Borrador de resultados de reducción de emisiones de GEI del ciclo de vida para diferentes enfoques de horizonte temporal y tasa de descuento (incluye efectos indirectos del cambio de uso de la tierra) | Agencia de Protección Ambiental de los Estados Unidos Borrador de resultados de reducción de emisiones de GEI del ciclo de vida para diferentes enfoques de horizonte temporal y tasa de descuento (incluye efectos indirectos del cambio de uso de la tierra) |
| Vía de combustible | 100 años + 2% de descuento | 30 años + 0% de descuento |
| --- | --- | --- |
| Etanol de maíz (molienda seca de gas natural) (1) | -16% | +5% |
| Etanol de maíz (Mejor caso NG DM) (2) | -39% | -18% |
| Etanol de maíz (molienda seca de carbón) | +13% | +34% |
| Etanol de maíz (molienda seca de biomasa) | -39% | -18% |
| Etanol de maíz (molienda seca de biomasa concalor y potencia combinados) | -47% | -26% |
| Etanol de caña de azúcar brasileño | -44% | -26% |
| Etanol celulósico de switchgrass | -128% | -124% |
| Etanol celulósico a partir de rastrojo de maíz | -115% | -116% |
| Notas: (1) Las plantas de molienda en seco (DM) muelen todo el grano y generalmente producen un solo coproducto primario: granos de destilería con solubles (DGS). (2) En el mejor de los casos, las plantas producen coproductos de granos húmedos de destilería. | | |

Aunque sus costos de procesamiento son más altos, el precio de la biomasa de celulosa es mucho más económico que el de los granos o las frutas. Además, dado que la celulosa es el componente principal de las plantas, se puede cosechar toda la planta, en lugar de solo la fruta o las semillas. Esto da como resultado rendimientos mucho mejores; por ejemplo, el pasto varilla produce el doble de etanol por acre que el maíz. Los materiales de biomasa para la producción de celulosa requieren menos insumos, como fertilizantes, herbicidas y sus extensas raíces mejoran la calidad del suelo, reducen la erosión y aumentan la captura de nutrientes. La huella de carbono general y el potencial de calentamiento global del etanol celulósico son considerablemente más bajos.
Alrededor del 44% de los residuos domésticos generados en todo el mundo consisten en alimentos y verduras. Millones de toneladas de materias primas que contienen celulosa que podrían usarse para crear etanol se desechan cada año. Además, incluso las tierras marginales para la agricultura podrían plantarse con cultivos productores de celulosa, como el pasto aguja.
El papel, el cartón y los embalajes comprenden alrededor del 17 % de los residuos domésticos del mundo; aunque parte de esto se recicla. Como estos productos contienen celulosa, son transformables en etanol celulósico, lo que evitaría la producción de metano, un potente gas de efecto invernadero, durante la descomposición.

## Desventajas

### Desventajas técnicas
Su principal inconveniente radica en su menor economía de combustible en comparación con la gasolina cuando se usa etanol en un motor diseñado para gasolina con una relación de compresión más baja. Además de su alto costo y complejidad de producción. En 2007, el costo de producción de etanol a partir de fuentes celulósicas se estimó en 2,65 dólares por galón (0,58 € por litro), que es entre 2 y 3 veces más caro que el etanol elaborado a partir de maíz.

## Mercado
Aunque el mercado global de bioetanol es considerable (alrededor de 110 mil millones de litros en 2019), la gran mayoría está hecho de maíz o caña de azúcar, no de celulosa. Siendo el mercado del etanol celulósico sigue siendo relativamente pequeño y depende de los subsidios gubernamentales. El gobierno de los EE. UU. originalmente estableció objetivos de etanol celulósico aumentando gradualmente de mil millones de litros en 2011 a 60 mil millones de litros en 2022. Sin embargo, estos objetivos anuales casi siempre se han renunciado después de que quedó claro que no había posibilidad de cumplirlos. La mayoría de las plantas para producir etanol celulósico fueron canceladas o abandonadas a principios de la década de 2010. Se cerraron o vendieron plantas construidas o financiadas por DuPont, General Motors y BP, entre muchas otras. A partir de 2018, solo queda una planta importante en los EE. UU.
Para que se cultive a gran escala, la biomasa de celulosa debe competir con los usos existentes de la tierra agrícola, principalmente para la producción de productos agrícolas. Un estudio realizado por los Departamentos de Energía y Agricultura de EE. UU. en 2005 sugirió que 1.3 miles de millones de toneladas secas de biomasa estaban teóricamente disponibles para el uso de etanol, sin impactar en la silvicultura y la agricultura.
La biomasa celulósica es más barata de producir que el maíz porque requiere menos insumos y suele provocar una menor erosión del suelo. Además, los residuos sólidos no fermentables que quedan después de producir etanol se pueden usar en la generación termoeléctrica. El Instituto para la Autosuficiencia Local estimó que el costo del etanol celulósico de la primera generación de plantas comerciales estaba en el rango de $1,90 a $2,25 por galón, excluyendo los incentivos; de $1,20 a $1,50 por galón de etanol de maíz.
Las celulasas y hemicelulasas utilizadas en la producción de etanol celulósico son más costosas en comparación con sus contrapartes de primera generación. Se estima que las enzimas para la producción de etanol celulósico son entre 20 y 40 veces más caras. Las diferencias de costos se atribuyen a la cantidad requerida. La familia de enzimas de la celulasa tiene una magnitud de eficiencia de uno a dos órdenes menor, requiriendo de 40 a 100 veces más enzima. Por cada tonelada de biomasa se requieren 15-25 kilogramos de enzima. También hay costos de capital relativamente altos asociados con los largos tiempos de incubación del recipiente que realiza la hidrólisis enzimática. En conjunto, las enzimas comprenden una parte significativa del 20 al 40 % para la producción de etanol celulósico.

## Materia prima
En general hay dos tipos de materias primas: la biomasa forestal (leñosa) y la biomasa agrícola. La biomasa forestal tiene mayor contenido de celulosa y lignina y menor contenido de hemicelulosa y cenizas que la biomasa agrícola. Debido a las dificultades y el bajo rendimiento de etanol en la fermentación de hidrolizados de pretratamiento, especialmente aquellos con azúcares de hemicelulosa de 5 carbonos muy altos como la xilosa, la biomasa forestal tiene ventajas significativas sobre la biomasa agrícola. La biomasa forestal también tiene una alta densidad que reduce significativamente el costo de transporte. Se puede cosechar todo el año, lo que elimina el almacenamiento a largo plazo. El contenido de ceniza cercano a cero de la biomasa forestal reduce significativamente la carga muerta en el transporte y el procesamiento. Sin embargo, la biomasa forestal es mucho más difícil de procesar que la biomasa agrícola. Recientemente, el Laboratorio de Productos Forestales del USDA junto con la Universidad de Wisconsin-Madison desarrollaron tecnologías más eficientes que pueden superar la fuerte obstinación de la biomasa forestal (leñosa), incluidas las de especies de madera blanda que tienen un bajo contenido de xilano. El cultivo intensivo de rotación corta o la agricultura de árboles pueden ofrecer una oportunidad casi ilimitada para la producción de biomasa forestal.
Las astillas de madera de las talas y las copas de los árboles, el aserrín de los aserraderos y la pulpa de papel de desecho son materias primas de biomasa forestal para la producción de etanol celulósico.
El pasto varilla (Panicum virgatum) es una hierba de pradera de pasto alto. Conocida por su resistencia y rápido crecimiento, esta planta perenne crece durante los meses cálidos. Es autosiembra (sin tractor para sembrar, solo para segar), resistente a muchas enfermedades y plagas, y puede producir altos rendimientos con pocas aplicaciones de fertilizantes y otros productos químicos. También es tolerante a suelos pobres, inundaciones y sequías; mejora la calidad del suelo y evita la erosión por su tipo de sistema radicular.
Miscanthus × giganteus es una materia prima viable para la producción de etanol celulósico. Es originaria de Asia y es un híbrido estéril de Miscanthus sinensis y Miscanthus sacchariflorus. Tiene altos rendimientos de cultivo, es barato de cultivar y prospera en una variedad de climas. Debido a que es estéril, también requiere propagación vegetativa.
Se ha sugerido que Kudzu puede convertirse en una valiosa fuente de biomasa.

## Comercialización de etanol celulósico
Impulsado por subsidios y subvenciones, a principios de la década de 2000 se produjo un auge en la investigación y las plantas piloto de etanol celulósico. Sin embargo, la mayoría de estas plantas se cancelaron o cerraron a principios de la década de 2010 debido a que los obstáculos técnicos resultaron demasiado difíciles de superar. A 2018, solo una planta de etanol celulósico permanecía operativa.
A fines de la década de 2010, varias empresas ocasionalmente intentaron esfuerzos a menor escala para comercializar etanol celulósico, aunque tales empresas generalmente permanecen en escalas experimentales y, a menudo, dependiendo de subsidios.